# Unity (ISS-Modul)
Unity ist der erste von drei Verbindungsknoten des amerikanischen Teils der Internationalen Raumstation. Er wurde an Bord der Raumfähre Endeavour am 4. Dezember 1998 im Rahmen der Mission STS-88 gestartet und zwei Tage später mit dem bereits im Orbit befindlichen Modul Sarja gekoppelt. Zwischen den beiden Modulen befindet sich allerdings ein konisches Verbindungsstück (PMA-1). Unity verfügt über insgesamt sechs Kopplungsmechanismen, vier auf der zylindrischen Mantelfläche sowie je einen an Heck und Bug. Am Bug befand sich zunächst der Kopplungsadapter PMA-2. Am 11. Februar 2001 (Mission STS-98) wurde hier das US-Labor Destiny montiert. Gleichzeitig wurde PMA-2 an dessen Bug verlagert.
An der Oberseite von Unity wurde bereits im Oktober 2000 (Mission STS-92) die Gitterstruktur Z1 angebracht, in der sich vier Trägheitsgyroskope für die Lageregelung der gesamten Station befinden. Am Steuerbord-Kopplungsaggregat wurde am 15. Juli 2001 (Mission STS-104) das US-Ausstiegsmodul Quest angedockt. Im Februar 2010 installierte die Space-Shuttle-Mission STS-130 den Verbindungsknoten Tranquility am Backbord-Kopplungsadapter von Unity. Am 1. März 2011 wurde während STS-133 das Permanent Multipurpose Module an dem nach unten gewandten Kopplungsadapter angedockt.
Unity wurde vom US-Luft- und Raumfahrtkonzern Boeing am Marshall Space Flight Center gebaut. Die Fertigung begann 1993 und im Dezember 1996 machten sich die Ingenieure an den Innenausbau, der sieben Monate dauerte. Ende Juni 1997 erfolgte der Transport zum Kennedy Space Center, wo der Endausbau erfolgte. Nach der Überprüfung der Elektrik im Dezember 1997 wurden vier Monate später die Dichtheitstests abgeschlossen. Am 4. September 1998, genau drei Monate vor dem Start, wurde Unity offiziell der NASA übergeben.
Das Modul ist etwa 5,5 m lang, hat einen Durchmesser von 4,6 m und mit angedockten Kopplungsadaptern eine Masse von etwa 12,8 t. Seine Außenhaut besteht weitgehend aus Aluminium. Es enthält vier Standard-Racks zur Steuerung, Lebenserhaltung oder als Lagerraum. Das Modul ist mit 121 Leitungen für elektrischen Strom und Daten sowie 216 Kühlmittel- und Luftzirkulationsröhren versehen. Außerdem verfügte es in der Anfangsphase über ein spezielles Kommunikationssystem, das den russischen Spezifikationen angepasst war.
Unity wurde mit Kopplungsadaptern gestartet, die ebenfalls von der Boeing Company gebaut wurden. Fertigung und Endausbau fanden in den Werkshallen in Huntington Beach (Kalifornien) statt. PMA-1 wurde im Juli 1997 zum KSC nach Florida geliefert; drei Monate später folgte der andere Kopplungsstutzen. Im November 1997 wurde der erste und im Mai 1998 PMA-2 an  Unity montiert.

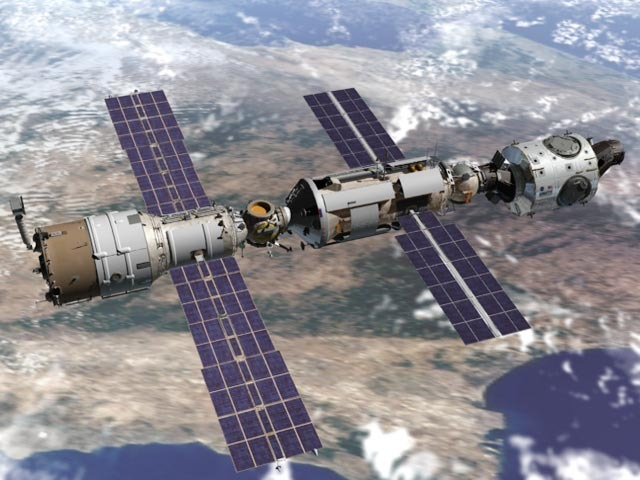
Die Module Swesda, Sarja und Unity vereint (Computersimulation)
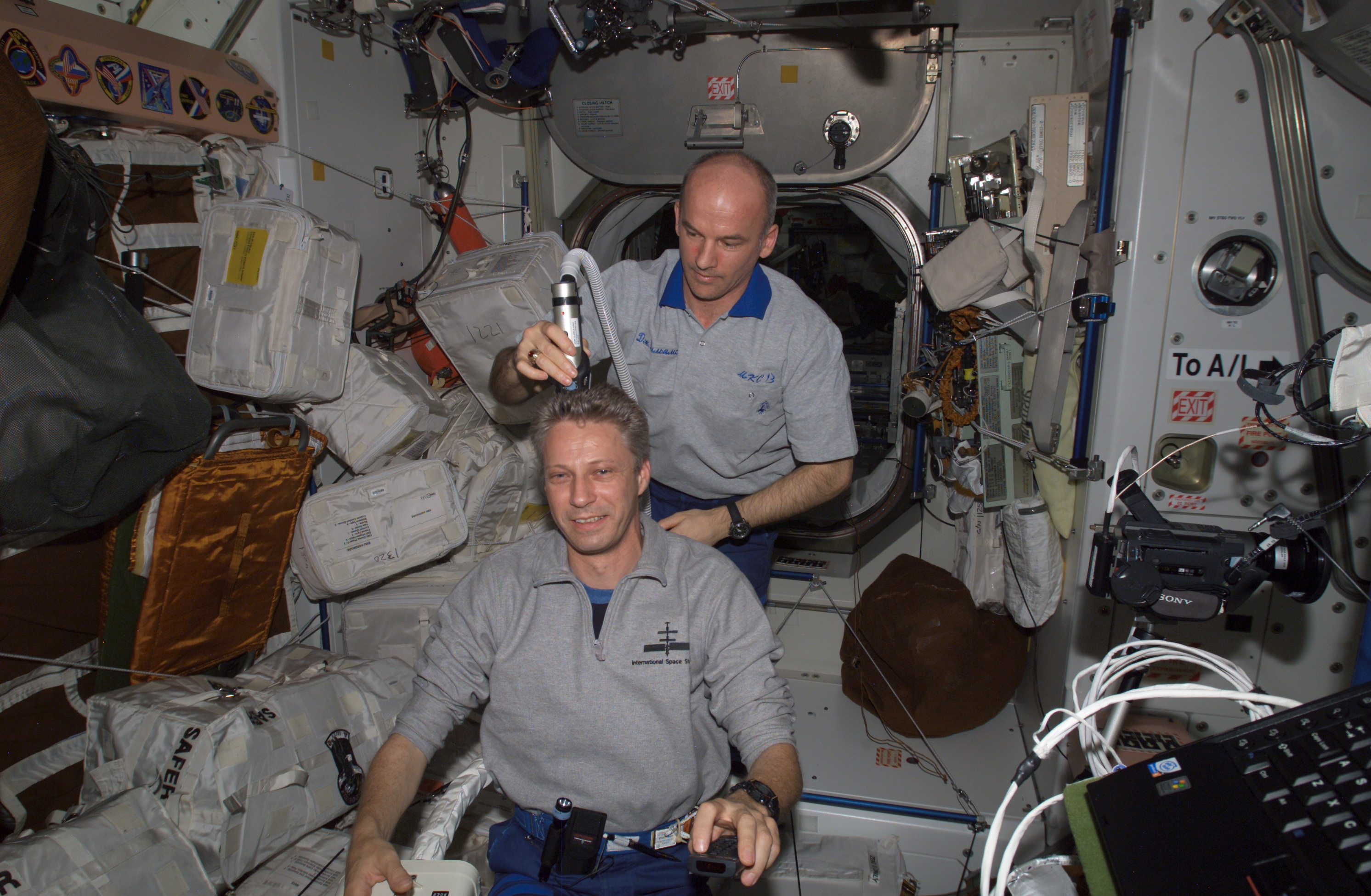
Jeffrey Williams und Thomas Reiter in Unity (2006)